# إدوارد وينسلو غيفورد
إدوارد وينسلو غيفورد (بالإنجليزية: Edward Winslow Gifford)‏ هو عالم إنسان أمريكي، ولد في 14 أغسطس 1887 في أوكلاند في الولايات المتحدة، وتوفي في 16 مايو 1959 في باراديس في الولايات المتحدة.

## وصلات خارجية
- إدوارد وينسلو غيفورد على موقع الموسوعة البريطانية (الإنجليزية)